# Coracina parvula
El oruguero de Halmahera (Coracina parvula) es una especie de ave paseriforme de la familia Campephagidae endémica de Indonesia.

## Distribución y hábitat
Se encuentra únicamente en la isla de Halmahera en la provincia indonesia de Molucas septentrionales. Su hábitat natural son los selvas tropicales húmedas de zonas bajas.